# یواس‌اس لارنس (دی‌دی-۲۵۰)
یواس‌اس لارنس (دی‌دی-۲۵۰) (به انگلیسی: USS Lawrence (DD-250)) یک کشتی بود که طول آن ۹۵٫۸۳ متر (۳۱۴٫۴ فوت) بود. این کشتی در سال ۱۹۲۰ ساخته شد.